# 曇りのち晴れ
「曇りのち晴れ」（くもりのちはれ）は、SIAM SHADEの10枚目のシングル。1999年2月24日にリリース。

## 解説
深田恭子主演のフジテレビ系ドラマ『鬼の棲家』主題歌である。カップリングには前年行われたライブツアーからの「PRIDE」（『SIAM SHADE III』収録曲）が収録されている。SIAM SHADEのライブの音源化はこれが初めてである。
テレビ朝日系音楽番組『ミュージックステーション』で披露された。
2007年11月14日に、12cmCDとして再発された。
累計売上枚数は約17.1万枚であり、バンドとしては最後の10万枚を超えたシングルとなった。

## 収録曲
全作詞・作曲・編曲：SIAM SHADE名義。
1. 曇りのち晴れ [4:13]
作詞:栄喜、原曲:栄喜＆DAITA
ベストアルバム『SIAM SHADE XI COMPLETE BEST 〜HEART OF ROCK〜』の収録曲を決めるファン投票で6位を記録した。
2. PRIDE (METAL SEX Ver.〜1998有明〜) [5:28]
3. 曇りのち晴れ（Backing Track）

## 収録アルバム
| 曲名                               | アルバム                                          | 発売日         | 備考                           |
| ---------------------------------- | ------------------------------------------------- | -------------- | ------------------------------ |
| 曇りのち晴れ                       | 『SIAM SHADE VI』                                 | 2000年7月26日  | メジャー5thオリジナルアルバム  |
| 曇りのち晴れ                       | 『SIAM SHADE IX A-side Collection』               | 2002年3月6日   | ベストアルバム                 |
| 曇りのち晴れ                       | 『SIAM SHADE X 〜THE PERFECT COLLECTION〜』       | 2002年11月27日 | ボックス・セット               |
| 曇りのち晴れ                       | 『SIAM SHADE XI COMPLETE BEST 〜HEART OF ROCK〜』 | 2007年9月26日  | ファン投票によるベストアルバム |
| 曇りのち晴れ                       | 『SIAM SHADE XII 〜The Best Live Collection〜』   | 2010年10月27日 | ライブベストアルバム           |
| PRIDE (METAL SEX Ver.〜1998有明〜) | 『SIAM SHADE X 〜THE PERFECT COLLECTION〜』       | 2002年11月27日 | ボックス・セット               |